# Bruno Boterf
Pour les articles homonymes, voir Boterf.
 (mai 2017).
Si vous disposez d'ouvrages ou d'articles de référence ou si vous connaissez des sites web de qualité traitant du thème abordé ici, merci de compléter l'article en donnant les références utiles à sa vérifiabilité et en les liant à la section « Notes et références ».
Bruno Boterf est un ténor français, spécialiste de la musique ancienne.

## Biographie
Bruno Boterf a commencé sa carrière au sein de l'ensemble Venance Fortunat et du Groupe vocal de France avant d'intégrer l'Ensemble Clément Janequin dont il a été membre jusqu'en 2007. Titulaire du Certificat d’Aptitude de Musique Ancienne, Bruno Boterf, a enseigné au CRR de Tours, au Conservatoire Royal de Liège ainsi qu'au Conservatoire national supérieur de musique et de danse de Lyon où il a été professeur de chant spécialisé en musique ancienne mais a été radié par la suite. Il intervient régulièrement dans les conservatoires et des centres polyphoniques pour des cours et master classes concernant le chant ainsi que la polyphonie de la Renaissance.
Il est ainsi régulièrement amené à assumer la direction de projets impliquant chanteurs et instrumentistes dans le répertoire pré-baroque et baroque (Musique Sacrée d'Henry Du Mont avec le chœur de Namur, Motets et psaumes de Praetorius, Vêpres de Monteverdi, Cantates et Messe en si mineur de Bach) Cette pratique pédagogique l'a conduit à créer l'Ensemble Ludus Modalis, constitué d’une douzaine de chanteurs A Capella, dont le répertoire couvre principalement la période de la musique sacrée de la Renaissance et du début de l'ère Baroque.
Bruno Boterf a enregistré de nombreux disques tant pour les firmes Harmonia Mundi, Alpha, Erato, CBS, Auvidis que  Ramée avec l' Ensemble Ludus Modalis et également  Ricercar pour les deux premiers volets d'un projet Henry Du Mont (1610-1684). 

## Discographie partielle
Avec A Doi tenori (et Gilles Ragon)
- 1999 : Giacomo Carissimi et Girolamo Frescobaldi Duetti da chiesa nella Roma del Primo seicento (Label: L'empreinte digitale)

Avec Akadêmia
- 1991 : Claudio Monteverdi: Vespro della beata vergine
- 1993 : Francesco Cavalli : Missa pro defunctis
- 1994 : Palestrina : Vergine bella : motets et madrigaux

Avec l'Ensemble Clément-Janequin chez Harmonia Mundi
- 1984 : Heinrich Schütz : Les Sept dernières paroles du Christ
- 1988 : Clément Janequin : la Chasse et autres chansons
- 1988 : Josquin Desprez : Chansons
- 1989 : Pierre de La Rue : Messe L'homme armé - Requiem
- 1992 : Roland de Lassus : Chansons
- 1994 : Une fête chez Rabelais
- 1994 : Chansons sur des poèmes de Ronsard
- 2000 : Psaumes et chansons de la Réforme
- 2003 : Antoine Brumel : Messe et ecce terrae motus

Avec Les Arts florissants
- 1990 : Marc-Antoine Charpentier : Le Malade imaginaire

Avec Georges Guillard
- 1996 : Jehan Alain, œuvres vocales et instrumentales (vol. 2) (ARION, ARN 68321). Orphée d’Or, Grand Prix de l’Académie du Disque Lyrique 1996

Avec le Chœur de chambre de Namur comme directeur musical
- 2009 : Henry Du Mont : Cantica sacra (Label Ricercar)
- 2011 : Henry Du Mont : Pour les Dames religieuses (Label Ricercar)

Avec le Chœur de chambre de Namur direction Jean Tubéry
- 2008 : Marc-Antoine Charpentier : Te Deum

Avec les Sacqueboutiers de Toulouse
- 1997: Giovanni Martino Cesare : Musicali Melodie (Label Accord)

Avec l'ensemble Européen William Byrd direction Graham O Reilly
- 2007 : Giacomo Carissimi : Jephte Music in Roma circa 1640 (Label : Passacaille)

Avec l'orchestre Les Passions direction Jean Marc Andrieu
- 2008 : Jean Gilles : Requiem (Label Ligia Digital)
- 2010 : Jean Gilles : Lamentations (Label Ligia Digital)

Avec l'Ensemble Ludus Modalis direction Bruno Boterf
- 2004 : Une messe improvisée : Une messe pour la Saint-Michel et tous les saints anges avec Freddy Eichelberger et Michel Godard. (Label: Alpha)
- 2007 : Paschal de L'Estocart : Sacrae Cantiones : chansons, ode, psaumes et motets de 3 à 7 voix Diapason d'or (Label Ramée)
- 2010 : Claude Le Jeune : Dix Psaumes de David de 1564 Diapason d'or (Mars 2011) (Label Ramée)
- 2011 : Giovanni Pierluigi da Palestrina : Stabat mater
- 2011 : Roland de Lassus : Biographie Musicale Année de Jeunesse (Label: Musique en Wallonie)
- 2013 : Guillaume Costeley : Mignonne allons voir si la rose (Label Ramée)
- 2018 : Claudio Monteverdi : Vespro della beata Vergine (Label Ramée)